# NEON (バンド)
NEON（ネオン）は日本のクラブバンドである。
2004年 前身バンドStyle Blow Headsを経て田上マサヒロと伊藤カズヒコを中心に結成。

テクノを始めとするダンスミュージックを基盤にMCやギター、サンプリング等を巧みに操るスタイルで人気を博す。
現在もクラブからライブハウスの垣根を越え、多くのリリースと独自のライブスタイルを展開している。

ベースとドラムを加えた生バンド形態でのライブ演奏スタイルもある。

2008年 テクノレーベルCARIZMAより1st Album「Lv 515」でデビュー。

同年、「FUJI ROCK FESTIVAL」へ出演。

1st Mini Album「PANORAMA EYES」をリリース。

リード曲の「Ship in Ship」をカナダのHATIRAS（Hatrax Records)がリミックスを手掛ける。

2010年 ダンスチーム迷彩とコラボ作品「ILLUMINARE」をリリース。iTunes Storeエレクトロニックビデオチャートでは1位を獲得。

2011年 コンピレーションアルバム「CHAMPIONSHIP MIDNIGHT CARIZMA 2」に2曲参加。
同年、伊藤カズヒコが脱退。

2012年 ORION BEATSの作品「AWESOME BEATS」にVo&Guで参加し、「ROCK IN JAPAN FES」へ出演。

2014年には結成10周年を記念する作品「far side trips」をリリース。

2016年 新作アルバム制作を目前に伊藤カズヒコが再びメンバーとして復帰。

同年、2人体制でのNEONに戻り「Under The Trees of The Big Beat」をリリース。

参加アーティストには、福山タク（NATURE DANGER GANG）、HIDEYAN（カルメラ）、ORIONBEATS（RYUKYUDISKO)、KAORI（Language）、ナマニエルボーイズ、MOA等、様々なシーンとのミュージシャンとのコラボレーションも話題になった。

## メンバー
- 田上マサヒロ - ヴォーカル、ギター、プログラミング
  - 岡山県出身。

- 伊藤カズヒコ - ギター、プログラミング
  - 大阪府出身。

## ディスコグラフィー

### アルバム
- Lv515（2008年2月6日）CARIZMA

1. 1. CRAZY DISCO
  2. BIG ROCK DAYS
  3. Mr Mr
  4. Shout Is Not DEAD
  5. YOU WANNA COME
  6. DISCO QUEEN
  7. Sunday Of Live Music
  8. Are you effect?
  9. OTO no HOSHI
  10. YOU-HI

- PANORAMA EYES（2008年11月21日）CARIZMA
  1. Ship In Ship
  2. Bug Powder Dust（BOMB THE BASSのカヴァー）
  3. You-Hi(Lv616 MIX)
  4. Panic Controller
- Under The Trees of The Big Beat（2016年8月3日）TOYBALL RECORDS
  1. INTRODUCTION
  2. MAC BEER CAMEL feat 福山タク（NATURE DANGER GANG）
  3. far side ground feat KAORI（Language）
  4. HEY！MONDAY MORNING feat ORIONBEATS
  5. Start talking to four stories feat HIDEYAN（カルメラ）
  6. K.N.M.R feat ナマニエルボーイズ
  7. KISHAKU da BILLY
  8. DANCING IN THE M4Ⅱ
  9. No Way Back feat MOA（CARIZMA）
  10. GOGO!BONGO!
  11. FREEWAY in LA
  12. TANIMACHI

### コラボレーション作品
- ILLUMINARE（2010年12月1日）MITTE WORKS

・ダンスチーム迷彩との配信限定の音楽･映像作品。
- ORIONBEATS「AWESOME BEATS」（2012年6月12日）RAKUEN records

・ORIONBEATS(Tetsushi Hiroyama,RYUKYU DISKO)のアルバムに「ROCK IN CHATAN FES feat. NEON」で参加。

### VA
- Midnight Carizma 2（2011年6月25日）CARIZMA

1. TRACK 1：Crazy Disco
TRACK 2：Ship In Ship (HATIRAS Remix)

### SINGLE
- far side trip（2014年7月16日）CARIZMA

1. TRACK 1：far side girl
TRACK 2：Strange Harp
TRACK 3：This Funjam
TRACK 4：CRAZY DISCO(MOA REMIX)